# Nicolas Chédeville
Nicolas Chédeville, född 20 februari 1705, död 6 augusti 1782, var en fransk kompositör, musettespelare och instrumentmakare. Han stal en gång Antonio Vivaldis identitet, när han publicerade ett av sina egna verk i Vivaldis namn.[källa behövs]

## Verk
- Op.[1]: Amusements champêtres, livre 1er (1729); för 1 och 2 musetter/lira
- Op.[2]: Amusements champêtres, livre 2e (1731); för 1 och 2 musetter/lira/flöjter/oboer
- Op.[3]: Troisième livre d'amusements champêtres (1733); för musette/lira/flöjt/oboe/violin
- Op.4: Les danses amuzantes mellées de vaudeville (1733); för 2 musetter/lira/flöjter/oboer/violin
- Op.5: Sonates amusantes (1734); för 1 och 2 musetter/lira/flöjter/oboer/violin
- Op.6: Amusemens de Bellone, ou Les plaisirs de Mars (1736); för 1 och 2 musetter/lira/flöjter/oboer
- Op.7: 6 sonates (1739); för flöjt/oboe/violin
- Op.8: Les galanteries amusantes (1739); for 2 musetter/lira/flöjter/violiner
- Op.9: Les Deffis, ou L'étude amusante; för musette/lira
- Op.10: Les idées françoises, ou Les délices de Chambray (1750); for 2 musetter/lira/flöjter/oboer/violiner
- Op.11: Förlorad
- Op.12: Les impromptus de Fontainebleau (1750); för 2 musetter/lira/violiner/pardessus de viole/flöjter/oboer
- Op.13: Förlorad
- Op.14: Les variations amusantes: pièces de différents auteurs ornés d'agrémens (inkluderar variationer på Les folies d'Espagne); för 2 musetter/lira/pardessus de viole/flöjter/oboer

## Arrangemang och andra arbeten
- Il pastor fido, sonates ... del sigr Antonio Vivaldi [by Nicolas Chédeville] (1737); för musette/lira/flöjt/oboe/violin
- LE PRINTEMS / ou / LES SAISONS / AMUSANTES / concertos / DANTONIO VIVALDY / Mis pour les Musettes et Vielles / avec accompagnement de Violon / Fluste et Basse continue. / PAR MR CHEDEVILLE LE CADET / Hautbois De la Chambre du Roy / et Muſette ordinaire De l'Academie Royalle / De Muſique. Opera ottava. [arrangemang av Vivaldis De fyra årstiderna av Nicolas Chédeville] (1739); för musette/lira, violin, flöjt, och continuo
- La feste d'Iphise [arrangemang av airs från Montéclair's Jephté] (1742); för 2 musetter/lira
- Les pantomimes italiennes dansées à l'Académie royale de musique (1742); för 1 och 2 musetter/lira/flöjter/oboer
- Nouveaux menuets champêtres; för musette/lira/violin/flöjt/oboe
- [Dall']Abaco, op.4, arrangement för musette/lira/flöjt/oboe
- La feste de Cleopatre (1751); för 2 musetter/lira